# جشمة ها بالا (حومة بم)
جشمة ها بالا (بالفارسية: چشمه‌ها بالا) هي قرية تقع في إيران في منطقة مركزية ريفية.